# Grawand
De Grawand (vroeger Krahwand, afgeleid van kraaien, vanwaar ook de Italiaanse naam Croda delle Cornacchie) is een 3251 meter hoge berg in de Ötztaler Alpen in het Italiaanse Zuid-Tirol.
De Grawand maakt deel uit van de Schnalskam en ligt tussen de Similaun en de Weißkugel in en is tevens niet ver verwijderd van de Fineilspitze. Het is een van de weinige bergtoppen in de hoofdkam van de Ötztaler Alpen die niet op de grens tussen Oostenrijk en Italië gelegen is. Deze grens ligt iets noordelijker en loopt over de Hochjochferner. Tussen de Grawand en de Similaun werd in 1991 Ötzi gevonden.
De tocht naar de top wordt meestal ondernomen vanuit het Schnalstal. De klim loopt vanaf de Fineiljoch in het oosten of de Hochjoch in het noordwesten naar de top. Bij beide routes wordt de top via een door kabels beveiligde route bedwongen (UIAA II+).
Het kabelbaanstation van de Schnalstaler Gletscherbanen op de berg draagt dezelfde naam. Het skigebied op de flanken van de Grawand is het gehele jaar geopend. Het bergstation wordt veelvuldig gebruikt bij de klim naar de top van de berg.